# Aek Rao Tapian Nadenggan
Aek Rao Tapian Nadenggan is een bestuurslaag in het regentschap Padang Lawas Utara van de provincie Noord-Sumatra, Indonesië. Aek Rao Tapian Nadenggan telt 170 inwoners (volkstelling 2010).